# Стура-Ле
Стура-Ле  (швед. Stora Le или Lesjön
; норв. Store Le) — озеро в Дальсланде, Швеция, северная оконечность которого, известная под названием Фоксен, переходит в Норвегию и Вермланд.

## Размер
Озеро простирается примерно на 70 км от Эда на юге мимо Нёссемарка до Тёксфорса на севере. Ширина озера 2-3 км за исключением участка, образующего часть озера Фоксен, где она достигает полных 5 км. Общая площадь Стура-Ле и озера Фоксен составляет 119 км².

## Уровень озерной системы
Уровень озерной системы контролируется с 1945 года, когда уровень был поднят на 6 дм до 102,1 м над уровнем моря. Уровни озера могут варьироваться в пределах полосы пропускания 1 метр. Максимально допустимый забор воды составляет 80 кубометров в секунду. До озера можно добраться на лодке по каналу Далсланд. Берега озера гористые, а лес почти доходит до уреза воды.
Островок Троллон (остров Троллей, Trolløya по-норвежски) расположен на норвежско-шведской границе, которая делит остров на две части.